# Mechanik (film 2011)
Mechanik (oryg. The Mechanic) – amerykański thriller akcji z 2011 roku w reżyserii Simona Westa. Jest to remake filmu o tym samym tytule z 1972 roku z Charlesem Bronsonem w roli głównej.

## Fabuła
Arthur Bishop (Statham) jest wysoce wykwalifikowanym „mechanikiem” – specem od mokrej roboty, perfekcyjnie eliminującym wyznaczone cele. Należy do elity zabójców – ma wyjątkowe umiejętności oraz żelazne zasady. Kiedy zamordowany zostaje jego mentor Harry (Donald Sutherland), Arthur sam sobie wyznacza kolejne zlecenie. Odpowiedzialni za śmierć przyjaciela muszą zginąć. Niespodziewanie zyskuje on partnera w osobie syna Harry’ego, Steve’a (Ben Foster). Chłopak pragnie zemsty; chce też, aby Arthur nauczył go zawodu. Opanowany, zimny zabójca i jego impulsywny niedoświadczony uczeń – nie wróży to raczej łatwej i efektywnej współpracy…

## Obsada
- Jason Statham jako Arthur Bishop
- Ben Foster jako Steve McKenna
- Tony Goldwyn jako Dean Sanderson
- Donald Sutherland jako Harry McKenna
- Jeff Chase jako Burke
- Mini Anden jako Sarah
- Christa Campbell jako Kelly
- James Logan jako Jorge Lara
- Eddie J. Fernandez jako Strażnik Lara'ego
- Joshua Bridgewater jako Złodziej samochodów
- John McConnell jako Vaughn
- Mark Nutter jako Pan Finch
- Lara Grice jako Pani Finch
- Lance E. Nichols - Henry
- J.D. Evermore - Handlarz bronią

i inni.